# Kosovac
Kosovac – wieś w Chorwacji, w żupanii brodzko-posawskiej, w gminie Gornji Bogićevci. W 2021 roku liczyła 135 mieszkańców.